# Cmentarz karmelitanek w Clermont-Ferrand
Cmentarz karmelitanek w Clermont-Ferrand (fr.: Cimetière des Carmes à Clermont-Ferrand) – najstarszy cmentarz w mieście, powstały w 1816.

## Historia
Cmentarz położony jest na dawnych gruntach opactwa Chantoin, założonego w VIII wieku i należącego od 1637 do karmelitanek bosych. W 1791 opactwo, podobnie jak wiele innych majątków zakonnych we Francji, zostało znacjonalizowane i sprzedane jako dobro narodowe (bien national), a następnie rozebrane. W 1816 z inicjatywy Antoine'a Blatina, członka rady miejskiej Clermont-Ferrand, teren po opactwie wykupiły wspólnie miasto i diecezja (w udziałach 60% i 40%) za łączną sumę 36 tys. franków. Na zakupionych gruntach powstał cmentarz, który zastąpił istniejące wcześniej nekropolie zamknięte ze względów higienicznych.
Cmentarz był kilkakrotnie powiększany (w 1846, 1885, 1908). W 1999 część jego zabytkowego drzewostanu oraz nagrobków została uszkodzona przez wichurę. Jest nadal czynny i od momentu założenia stanowi najbardziej "prestiżową" nekropolię w Clermont-Ferrand

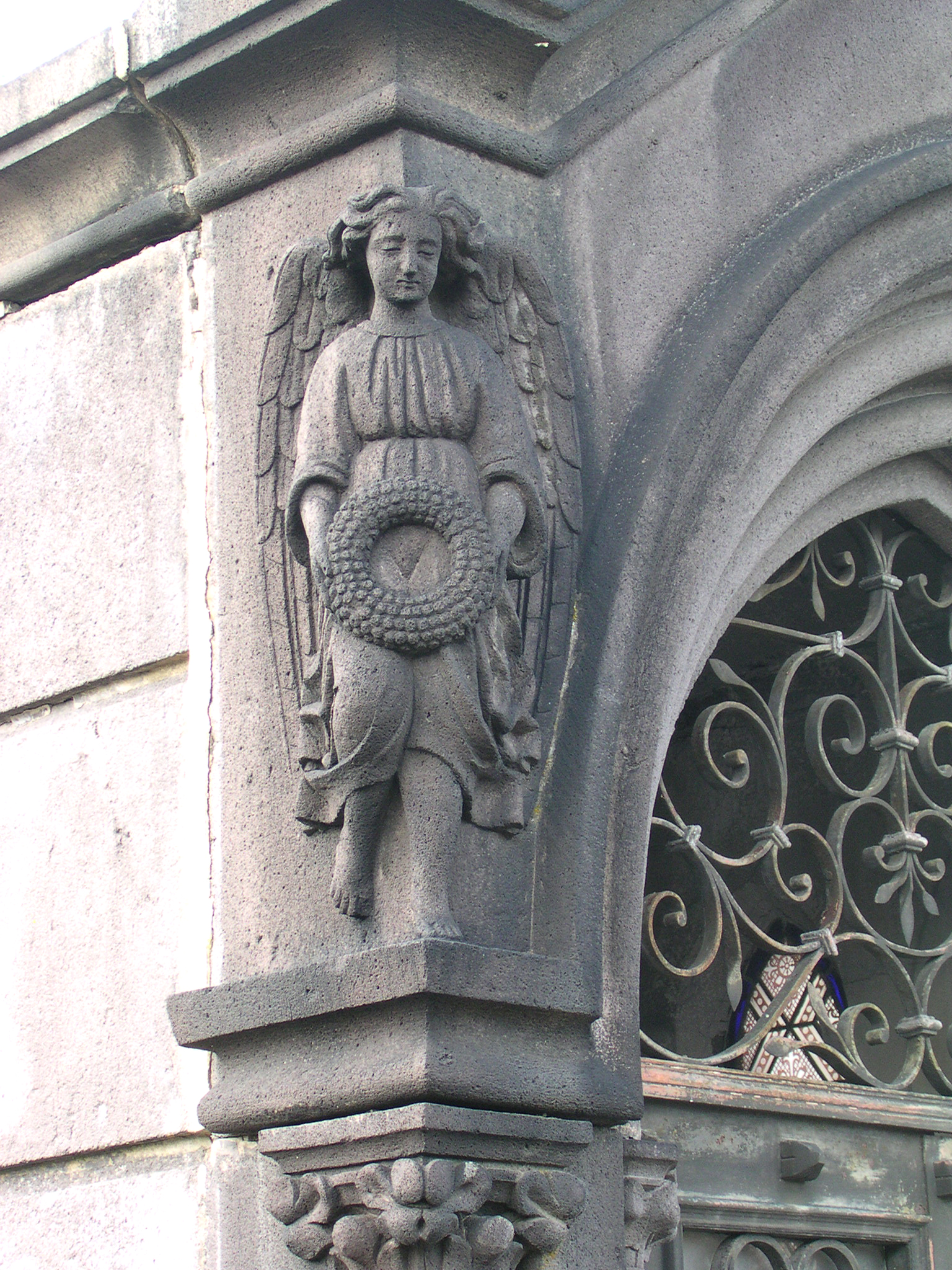
Figura anioła na bramie cmentarza

## Architektura
Cmentarz położony jest na terenie 11 hektarów przeciętych rzeką Tiretaine (do 1908 tylko na jednym z brzegów rzeki). Większość zachowanych na cmentarzu nagrobków reprezentuje II połowę XIX wieku. Cechą charakterystyczną wyglądu cmentarza jest budowa większości nagrobków (wszystkich powstałych przed 1940 rokiem) ze specyficznego, szarego tzw. kamienia z Volvic.
Poza głównym teren cmentarza znajdują się ponadto trzy pomniki poświęcone ofiarom wojen: francusko-pruskiej, I wojny światowej oraz bojowników francuskiego ruchu oporu. Poza cmentarzem znajduje się również zbiorowy grób 22 lotników kanadyjskich, nowozelandzkich i brytyjskich.